# Mascaradas en Castilla y León

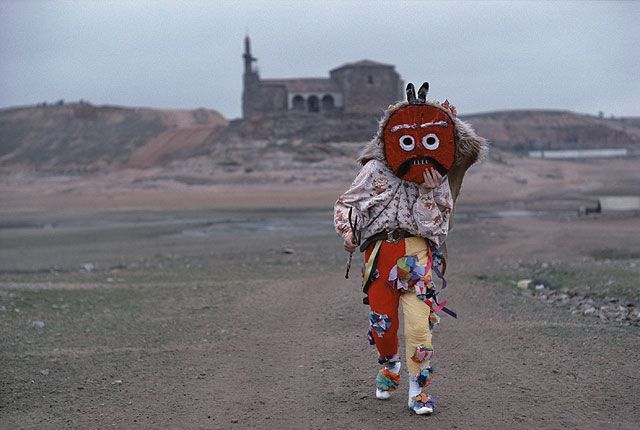
El Zangarrón de Montamarta (Provincia de Zamora).

Mascaradas en Castilla y León es la denominación dada por la Junta de Castilla y León para la agrupación de algunas mascaradas existentes en Castilla y León que se pretenden declarar, de forma conjunta, Bien de Interés Cultural de carácter inmaterial por considerarlas manifestaciones culturales de notable valor patrimonial.
Estas mascaradas son un conjunto diverso y complejo de manifestaciones festivas ancestrales que se celebran en pequeñas comunidades rurales, en las que la máscara es un elemento definidor e identificador de un personaje ritual que interviene e interactúa con otros personajes, convecinos o espectadores, en distintas escenificaciones o representaciones de carácter teatral.

## Localización
Las Mascaradas en Castilla y León se desarrollan en un ámbito  territorial que incluye las provincias de Ávila, Burgos, León, Palencia, Soria y Zamora, si bien las mascaradas en general tienen un contexto territorial más amplio que incluye otros lugares de la península ibérica e incluso de otros países europeos.
La celebración de esta festifividades tiene mayoritariamente su origen en la época invernal, aunque algunas de ellas se han trasladado a fechas posteriores, por lo que en la actualidad se celebran en los siguientes momentos:
- Mascaradas de invierno, principalmente los doce días mágicos del año, entre el 26 de diciembre y el 6 de enero.[3]
- Mascaradas de carnaval.
- Mascaradas de Pascua de Resurrección.
- Mascaradas de Corpus Christi.
- Mascaradas vinculadas con festividades de la Virgen y de los santos de la localidad.
- Otras mascaradas se clebran en fecha variable, generalmente vinculadas a distintos rituales.

Su celebración tiene lugar en las plazas, calles y edificios públicos de cada localidad, en los que los personajes intervinientes los recorren y participan en las más diversas representaciones.

## Mascaradas
Mascaradas incluidas dentro de la denominación de Mascaradas en Castilla y León:
| Localidad                  | Municipio                  | Provincia | Denominación                | Fecha de celebración actual                                                  |
| -------------------------- | -------------------------- | --------- | --------------------------- | ---------------------------------------------------------------------------- |
| Casavieja                  | Casavieja                  | Ávila     | Los Zarramaches             | 3 de febrero                                                                 |
| Navalosa                   | Navalosa                   | Ávila     | Los Cucurrumachos           | Domingo Gordo o de Carnaval                                                  |
| Navalacruz                 | Navalacruz                 | Ávila     | Los Harramachos             | Sábado de Carnaval                                                           |
| Castrillo de Murcia        | Sasamón                    | Burgos    | El Colacho                  | Domingo de Corpus Christi                                                    |
| Espinosa de los Monteros   | Espinosa de los Monteros   | Burgos    | Las Machorras               | 5 de agosto                                                                  |
| Carrizo                    | Carrizo                    | León      | El Antruejo                 | Variable, entre inicio de año y Cuaresma                                     |
| Laguna de Negrillos        | Laguna de Negrillos        | León      | El Apostolado               | Domingo de Corpus Christi                                                    |
| Llamas de la Ribera        | Llamas de la Ribera        | León      | El Antruejo o Los Guirrios  | Domingo Gordo o de Carnaval                                                  |
| Pobladura de Pelayo García | Pobladura de Pelayo García | León      | El Antruejo o los Guirrios  | Domingo Gordo o de Carnaval                                                  |
| Riello                     | Riello                     | León      | La Zafarronada              | Sábado de Carnava                                                            |
| Sardonedo                  | Sardonedo                  | León      | Los Toros y Guirrios        | Domingo Gordo o de Carnaval                                                  |
| Velilla de la Reina        | Velilla de la Reina        | León      | El Antruejo o Los Guirrios  | Sábado de Carnaval y Domingo Gordo o de Carnaval                             |
| Cevico de la Torre         | Cevico de la Torre         | Palencia  | Mascarada en Corpus Christi | Domingo de Corpus Christi                                                    |
| Abejar                     | Abejar                     | Soria     | La Barrosa                  | Martes de Carnaval                                                           |
| Almazán                    | Almazán                    | Soria     | El Zarrón                   | San Pascual Bailón (17 de mayo)                                              |
| Abejera                    | Riofrío de Aliste          | Zamora    | Los Cencerrones             | 1 de enero                                                                   |
| Almeida de Sayago          | Almeida de Sayago          | Zamora    | La Vaca Bayona              | Domingo Gordo o de Carnaval                                                  |
| Bercianos de Aliste        | San Vicente de la Cabeza   | Zamora    | Desempadrinamiento          | Bodas                                                                        |
| Carbellino                 | Carbellino                 | Zamora    | La Vaca Bayona              | Sábado de Carnaval                                                           |
| Ferreras de Arriba         | Ferreras de Arriba         | Zamora    | La Filandorra               | 26 de diciembre                                                              |
| Montamarta                 | Montamarta                 | Zamora    | El Zangarrón                | 1 y 6 de enero                                                               |
| Palacios del Pan           | Palacios del Pan           | Zamora    | La Vaquilla                 | Domingo Gordo o de Carnaval                                                  |
| Pereruela                  | Pereruela                  | Zamora    | La Vaca Antrueja            | Domingo Gordo o de Carnaval                                                  |
| Pobladura de Aliste        | Mahíde                     | Zamora    | La Obisparra                | 15 de agosto                                                                 |
| Pozuelo de Tábara          | Pozuelo de Tábara          | Zamora    | El Tafarrón                 | 25, 26 y 27 de diciembre                                                     |
| Riofrío de Aliste          | Riofrío de Aliste          | Zamora    | Los Carochos                | 1 de enero                                                                   |
| San Martín de Castañeda    | Galende                    | Zamora    | A Talanqueira o Visparra    | 5 de enero                                                                   |
| San Vicente de la Cabeza   | San Vicente de la Cabeza   | Zamora    | El Atenazador               | 11 de agosto                                                                 |
| Sanzoles                   | Sanzoles                   | Zamora    | El Zangarrón                | 26 de diciembre                                                              |
| Sarracín de Aliste         | Riofrío de Aliste          | Zamora    | Los Diablos                 | 1 de enero                                                                   |
| Tábara                     | Tábara                     | Zamora    | Corpus Christi              | Corpus Christi, romería de San Mamés, virgen del Carmen y día de la Asunción |
| La Torre de Aliste         | Mahíde                     | Zamora    | La Obisparra                | Mediados de agosto                                                           |
| Villanueva de Valrojo      | Ferreras de Arriba         | Zamora    | Carnavales                  | Del domingo al martes de Carnaval                                            |
| Villarino Tras la Sierra   | Trabazos                   | Zamora    | El Pajarico y el Caballico  | 26 de diciembre                                                              |

Otras mascaradas existentes en Castilla y León:
| Localidad                | Municipio                | Provincia | Denominación            | Fecha de celebración actual                                       |
| ------------------------ | ------------------------ | --------- | ----------------------- | ----------------------------------------------------------------- |
| El Fresno                | El Fresno                | Ávila     | Las Toras               | 18 enero                                                          |
| Pedro Bernardo           | Pedro Bernardo           | Ávila     | Los Machurreros         | Sábado de Carnaval                                                |
| El Hornillo              | El Hornillo              | Ávila     | Los Morrangos           | Sábado de Carnava                                                 |
| Mecerreyes               | Mecerreyes               | Burgos    | El Gallo                | Domingo Gordo o de Carnaval                                       |
| Alija del Infantado      | Alija del Infantado      | León      | Jurrus y birrias        | Sábado de Carnaval                                                |
| Riaño                    | Riaño                    | León      | Los Zamarrones          | Carnaval                                                          |
| Burbia                   | Burbia                   | León      | Los Maranfallos         | Carnaval                                                          |
| Cimanes del Tejar        | Cimanes del Tejar        | León      | Guirrios                | Sábado de Carnaval                                                |
| La Cuesta                | La Cuesta                | León      | Campaneirus             | 25 de enero                                                       |
| Quintanilla de Yuso      | Quintanilla de Yuso      | León      | Campanones              | Domingo de Pascua                                                 |
| Nogar                    | Nogar                    | León      | Graciosu                | Fin de semana siguiente a la fiesta de San Lucas (18 octubre)     |
| Alcoba de la Ribera      | Alcoba de la Ribera      | León      | Toro y torero           | Carnaval                                                          |
| Rodiezmo                 | Rodiezmo                 | León      | Tafarrones              | 1 de enero                                                        |
| Villafeide               | Villafeide               | León      | Caretos                 | Carnaval                                                          |
| Santa Olaja de Eslonza   | Santa Olaja de Eslonza   | León      | Guirrio                 | 6 de enero                                                        |
| Velilla del Río Carrión  | Velilla del Río Carrión  | Palencia  | Los Zamarrones          | Martes de Carnaval                                                |
| Aguilar de Campoo        | Aguilar de Campoo        | Palencia  | Zamarrones y mascaritos | Carnaval                                                          |
| Cisneros                 | Cisneros                 | Palencia  | El Chiborra             | N.ª Sra. del Castillo (septiembre)                                |
| Mazariegos               | Mazariegos               | Palencia  | Mascarada               | San Roque (14 de agosto) y el Cristo del Humilladero (septiembre) |
| Becerril de Campos       | Becerril de Campos       | Palencia  | Mascarada               | San Isidro, Corpus y Cristo de San Felices                        |
| Aldeadávila de la Ribera | Aldeadávila de la Ribera | Salamanca | La Bufa de San Antón    | San Antón                                                         |
| Arcones                  | Arcones                  | Segovia   | Tripudos y vaquillas    | Domingo Gordo o de Carnaval                                       |
| Borobia                  | Borobia                  | Soria     | Zarrones                | Carnaval                                                          |
| Vigo                     | Vigo                     | Zamora    | La Visparra             | 26 de diciembre                                                   |
| Morales de Valverde      | Morales de Valverde      | Zamora    | El Toro                 | Carnaval                                                          |
| Abejera                  | Abejera                  | Zamora    | Cencerrón y Filandorra  | 1 enero                                                           |